# Eleanor Dumont
Eleanor Dumont ps. Madame Mustache (ur. 1829 r. w Nowym Orleanie, zm. 8 września 1879 r.) – amerykańska hazardzistka i przedsiębiorca, jedna z pierwszych profesjonalnych graczek blackjacka w Stanach Zjednoczonych.

## Życiorys
Urodzona w 1829 r. w Nowym Orleanie, w kreolskiej rodzinie, jednak przez całe życie utrzymywała, że urodziła się w Paryżu. Wyruszyła na zachód kontynentu w związku z kalifornijską gorączką złota. Początkowo przedstawiała się jako Francuzka Simone Jules i pod tym nazwiskiem dotarła do San Francisco ok. 1849 r. Dała się poznać jako hazardzistka i propagatorka gry w Vingt-et-un, poprzednika blackjacka. Była znana z urody, dobrych manier i dobrych umiejętności gry, dzięki którym udało jej się zarobić znaczną sumę pieniędzy. Posądzona o podmienianie kart, opuściła miasto. Prawdopodobnie przez pewien czas przebywała też w Sacramento.
W 1854 r. dotarła do górniczej osady Nevada City. Tam wzbudziła powszechne zainteresowanie, gdy przez kilka dni spacerowała i oglądała wystawy zamkniętych sklepów, aż ostatecznie ogłosiła otwarcie kasyna, na którego otwarcia zaprosiła wielu mieszkańców miasta. Kasyno było bardzo eleganckie i nie wpuszczało osób niewłaściwie ubranych lub niewłaściwie się zachowujących. Z czasem rozszerzyła działalność lokalu o usługi prostytutek. Przez ok. rok jej wspólnikiem był gracz Dave Tobin.
Dumont z powodzeniem prowadziła swój zakład, ale straciła znaczną kwotę za sprawą oszustwa popełnionego przez Jacka McKnighta. Zgodnie z powszechną opinią, Dumont zabiła McKnighta, jednak nigdy nie postawiono jej zarzutów. W późniejszych latach straciła dawną urodę, a za sprawą pojawiającego się wąsa zaczęła być nazywana Madame Mustache. W 1864 r. przebywała w Bancock, gdzie poznała Calamity Jane, następnie wraz ze swoimi prostytutkami posuwała się za obozem robotników budujących linię kolejową Union Pacific i przez pewien czas rezydowała w Cheyenne w Wyoming, a potem w Deadwood i Eureka. Ostatecznie osiadła w Bodie.
Jej ciało znaleziono 8 września 1879 r. wraz z listem samobójczym.